# Isaac Bentham
Isaac Bentham (Lancashire, 27 de outubro de 1883 - 5 de maio de 1917) foi um jogador de polo aquático britânico, bicampeão olímpico.
Isaac Bentham fez parte do elenco campeão olímpico de Estocolmo 1912. Faleceu durante a Primeira Guerra Mundial.